# Emilio De Fabris
Emilio De Fabris ou De Fabbris (Florença, 28 de outubro de 1807 – Florença, 3 de junho de 1883) foi um arquiteto italiano.

## Biografia
Formou-se na Academia de Belas Artes, especializando-se em Roma, onde se tornou amigo do arqueólogo Antonio Nibby e depois, em Veneza, onde conheceu o historiador de arte e crítico Pietro Selvatico Estense. Em 1857-1860 ele projetou o Palazzo della Borsa em Florença, juntamente com Michelangelo Maiorfi.
Foi professor na Academia Florentina e arquiteto da Opera di Santa Croce. Ele foi responsável pelo projeto do Santuário da Madonna del Transito em Canoscio (Perugia), cujo trabalho começou em 1855 e terminou em 1878.
Em 1867 ganhou o concurso para a construção da fachada de Santa Maria del Fiore, que foi construída entre 1880 e 1887. Na realidade, o desenho final foi afetado por inúmeras variações e segundas intenções, essencialmente decorrentes das indicações da comissão julgadora e das sugestões do próprio Selvatico; o resultado final foi, sem dúvida, monumental, mas comprometido por muitas opiniões, correções e desejos múltiplos. De fato, a fachada, como muitos prédios do eclético século XIX, peca um pouco pelo excesso, com uma superabundância de decorações em relação ao corpo da Basílica e aos outros edifícios da Piazza del Duomo, integrando-se com dificuldade no complexo da catedral florentina. De Fabris, no entanto, nunca viu o trabalho completo, porque morreu antes do final dos trabalhos, que foram continuados por Luigi Del Moro. No começo do corredor esquerdo da catedral pode-se admirar um retrato dele, trabalho do escultor Vincenzo Consani; é um busto com moldura em mármore.
A sua também é a galeria (1882) que no Museu da Accademia enquadra o David de Michelangelo, o rearranjo da parte final do Salone dei Cinquecento  do Palazzo Vecchio para a chamada "Udienza" (1874) e as extensões do quintal do Parque Pratolino para os Demidoff, em que ele recriou uma verdadeira vila, já que a antiga vila, projeto de Buontalenti foi demolida em 1820. Ele também trabalhou no Palazzo Giugni (1871). Entre 1859 e 1861, também trabalhou em um projeto para a construção da barreira Arno alle Cascine, que nunca foi construída. Fora de Florença, ele projetou a Prefeitura de Pian di Scò, que foi construída em 1873, e o Cemitério Monumental de Città di Castello.